# Muse historique
Pour les articles homonymes, voir Muse.

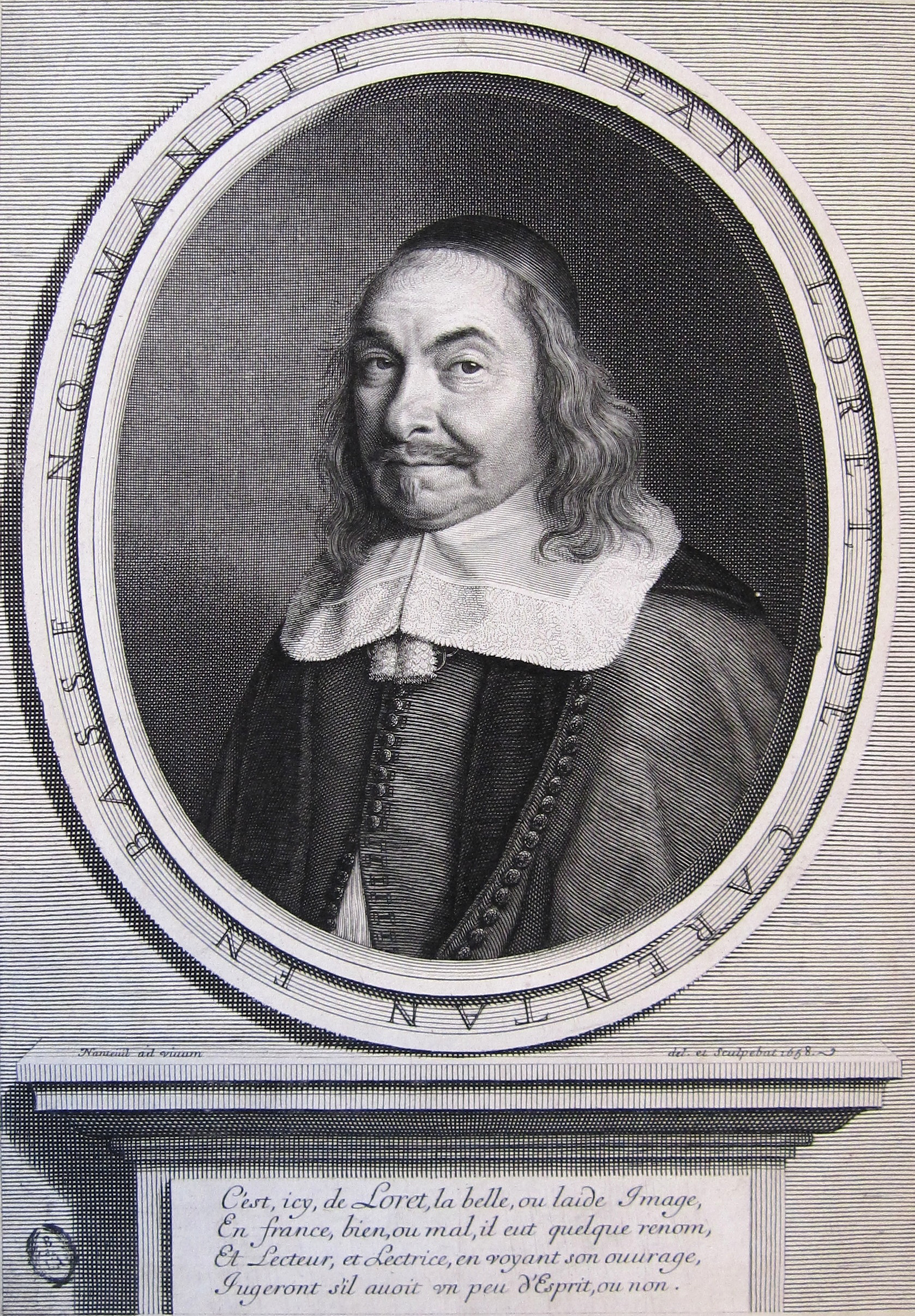
Jean Loret, créateur et unique rédacteur de la Muse historique, par Robert Nanteuil, 1668.

La Muse historique est une gazette en vers fondée par Jean Loret sous la Fronde.
D’abord destinées au seul usage de Marie de Longueville, future duchesse de Nemours (fille du duc, et belle-fille de la duchesse, la sœur du Grand Condé), les Lettres de Loret sont lues par lui, puis copiées à la main. Devant leur succès, Loret les fait imprimer, il se protège ainsi également des contrefaçons ou des plagiats. Ces lettres hebdomadaires seront ensuite rassemblées en recueil. Ce sont ces recueils qui ont pris le nom de Muse historique.
La première lettre date du 12 mai 1650. Les lettres seront lues peu à peu par toute la cour, notamment par le jeune roi. Loret est stipendié, après Marie de Longueville, par Mazarin, puis par Fouquet. Après la disgrâce de ce dernier, Loret ne pourra accéder aux pensions dispensées par Colbert.
Les lettres de Loret sont composées en vers faciles, plus souvent cités que lus, la dernière lettre de la Muse historique est datée du 28 mars 1665. Loret meurt quelques jours plus tard.

« Ce recueil contient tous les faits remarquables, politiques, littéraires, tous les bruits de ville, toutes les nouvelles étrangères qui ont occupé les esprits depuis le 1er janvier 1650 jusqu’en 1665, offre un intérêt très vif de curiosité ; que les lettres de Loret, souvent piquantes dans leur naïveté, sont aujourd’hui le seul monument qui nous reste, peut-être, des opinions politiques et littéraires de, cette époque féconde ; que la Fronde, les intrigues auxquelles elle donna lieu, les personnages qui y figurent, une partie des pièces de Corneille, toutes celles de Molière, y sont appréciés selon l’esprit du temps, toujours avec bonne foi, souvent avec esprit. »

— Viollet-le-Duc.
La Gravette de Mayolas, Robinet, Boursault, Perdou de Subligny, Laurent, etc. ont tenté de continuer son œuvre.

## Sources
- Eugène Hatin, Histoire politique et littéraire de la presse en France, t. I, Paris, Poulet-Malassis et de Broise, 1859. Lire le texte transcrit sur Wikisource.